# Cratere Perizadah
Perizadah è un cratere sulla superficie di Encelado.